# Cadre-71/2-Europameisterschaft 1954

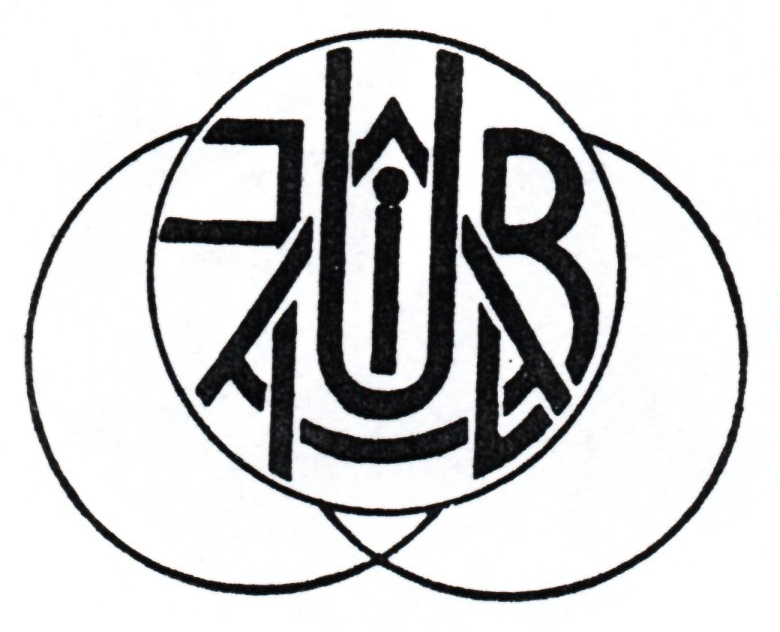
Logo UIFAB (ausrichtender Verband)

Veranstaltungsort: Brüssel

Die Cadre-71/2-Europameisterschaft 1954 war das 8. Turnier in dieser Disziplin des Karambolagebillards und fand vom 14. bis zum 17. Januar 1954 in Brüssel statt. Es war die zweite Cadre-71/2-Europameisterschaft in Belgien.

## Geschichte
Mit einem belgischen Doppelsieg endete die achte Cadre 71/2-Europameisterschaft in Brüssel. Es siegte Clément van Hassel vor René Vingerhoedt. Der deutsche Titelverteidiger Walter Lütgehetmann verspielte seine Chance auf einen Stichkampf um den Titel durch eine unnötige Niederlage gegen den Kölner Ernst Rudolph. Der 21-jährige Österreicher Johann Scherz spielte in Brüssel sein erstes internationales Turnier.

## Turniermodus
Hier wurde im Round Robin System bis 300 Punkte gespielt. Es wurde mit Nachstoß gespielt. Damit waren Unentschieden möglich.
Bei MP-Gleichstand (außer bei Punktgleichstand beim Sieger) wird in folgender Reihenfolge gewertet:
1. MP = Matchpunkte
2. GD = Generaldurchschnitt
3. HS = Höchstserie

## Abschlusstabelle

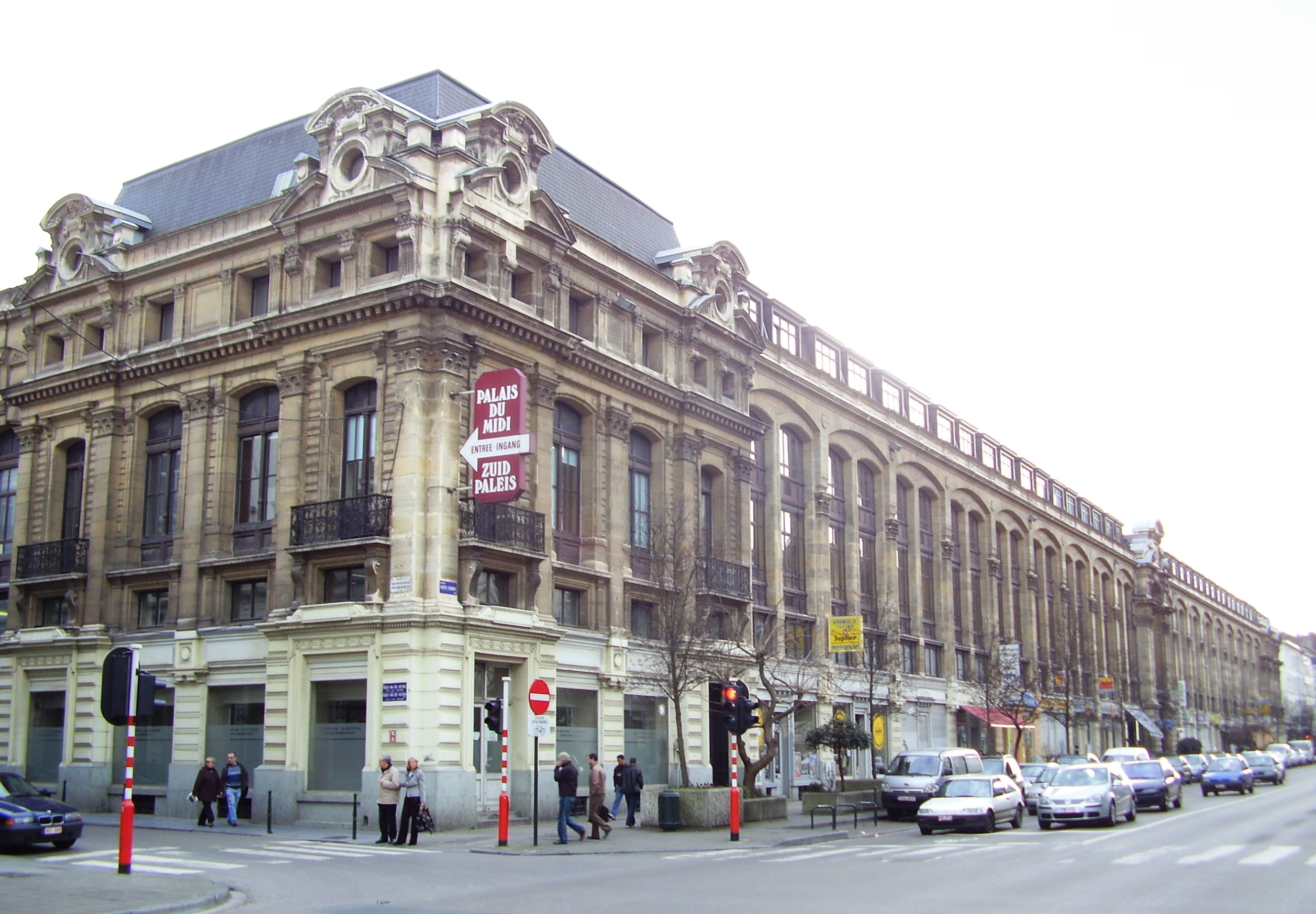
Palais du Midi

| MP    | Match Points (Sieger = 2; Unentschieden = 1; Verlierer = 0) |
| Pkte. | Erzielte Karambolagen                                       |
| Aufn. | Benötigte Versuche                                          |
| GD    | Generaldurchschnitt                                         |
| BED   | Bester Einzeldurchschnitt eines Spielers                    |
| HS    | Höchstserie                                                 |
|       | Bester GD des Turniers                                      |
|       | Bester ED des Turniers                                      |
|       | Beste HS des Turniers                                       |
|       | 1. Platz (Gold)                                             |
|       | 2. Platz (Silber)                                           |
|       | 3. Platz (Bronze)                                           |

| Platz                      | Name                | MP   | Pkte. | Aufn. | GD    | BED   | HS  |
| -------------------------- | ------------------- | ---- | ----- | ----- | ----- | ----- | --- |
| 1                          | Clément van Hassel  | 12:2 | 1925  | 110   | 17,50 | 21,42 | 147 |
| 2                          | René Vingerhoedt    | 10:4 | 1941  | 94    | 20,64 | 33,33 | 137 |
| 3                          | Walter Lütgehetmann | 10:4 | 2068  | 110   | 18,80 | 30,00 | 111 |
| 4                          | Laurent Boulanger   | 10:4 | 1968  | 109   | 18,05 | 42,85 | 127 |
| 5                          | Ernst Rudolph       | 4:10 | 1705  | 136   | 12,53 | 13,63 | 94  |
| 6                          | Jean Galmiche       | 4:10 | 1682  | 151   | 11,13 | 13,04 | 121 |
| 7                          | Louis Chassereau    | 4:10 | 1284  | 125   | 10,27 | 11,11 | 69  |
| 8                          | Johann Scherz       | 2:12 | 1549  | 139   | 11,14 | 13,63 | 59  |
| Turnierdurchschnitt: 14,49 |                     |      |       |       |       |       |     |